# قلعه گلباف
قلعه گلباف یکی از مکانهای دیدنی شهر گلباف در شهرستان گلباف است که در واقع یکی از برجها و قلعه محافظتی قلعه اصلی که در مرکز شهر بوده می‌باشد.
قلعه اصلی در زلزله سال ۱۳۶۰ گلباف خاکبرداری شده در حالی که زلزله هیچ آسیبی به این قلعه وارد نکرده بود. اهل شهر میگویند قلعه اصلی از لحاظ وسعت با قلعه بم رقابت داشته است.